# 冬獅
《冬獅》（英語：The Lion in Winter）是一套1968年首映的英國古裝劇情片，由安東尼·哈維執導，彼得·奧圖、凯瑟琳·赫本、安東尼·霍普金斯及蒂莫西·道尔顿等主演。電影改編自詹姆斯·戈德曼的同名百老匯舞台劇，以1183年的耶誕節作背景，描述英格蘭國王亨利二世與他王后埃莉诺同聚一堂時因王位繼承人問題而發生的勾心鬥角。

## 劇情
1183年耶誕節，英格蘭國王亨利二世為了讓一家人團聚，召集了所有家人到他位於安茹省希农鎮的堡壘，即因慫恿兒子叛變而遭軟禁的埃莉诺王后和兩人的幾個兒子，包括曾跟隨二哥幼王亨利嘗試推翻父王的獅心理查及乔弗雷，和亨利二世意屬的繼承人约翰。

## 角色
- 彼得·奧圖 飾 亨利二世
- 凯瑟琳·赫本 飾 埃莉诺王后
- 安東尼·霍普金斯 飾 獅心理查（首次電影演出）
- 飾 乔弗雷
- 奈杰尔·特里（英语：Nigel Terry） 飾 约翰
- 蒂莫西·道尔顿 飾 腓力二世（首次電影演出）
- 简·梅罗（英语：Jane Merrow） 飾 雅麗（英语：Alys, Countess of the Vexin）
- Nigel Stock 飾 Captain William Marshall
- Kenneth Ives 飾 埃莉诺王后的守衛
- O.Z. Whitehead 飾 达勒姆主教休·德·普約賽特（英语：Hugh de Puiset）

## 獲獎
| 典禮               | 獎項         |               | 結果 |
| ------------------ | ------------ | ------------- | ---- |
| 第41屆奧斯卡金像獎 | 最佳影片     | 馬丁·波爾     | 提名 |
| 第41屆奧斯卡金像獎 | 最佳导演     | 安東尼·哈維   | 提名 |
| 第41屆奧斯卡金像獎 | 最佳改編劇本 | 詹姆士·戈德曼 | 獲獎 |
| 第41屆奧斯卡金像獎 | 最佳男主角   | 彼得·奧圖     | 提名 |
| 第41屆奧斯卡金像獎 | 最佳女主角   | 凱瑟琳·赫本   | 獲獎 |
| 第41屆奧斯卡金像獎 | 最佳服装設計 | 瑪格麗特·弗斯 | 提名 |
| 第41屆奧斯卡金像獎 | 最佳原創配樂 | 約翰·巴瑞     | 獲獎 |

## 外部連結
- 互联网电影数据库（IMDb）上《冬獅》的资料（英文）
- 豆瓣电影上《冬獅》的資料 （简体中文）